# American Basketball Association 2005-2006
La stagione di American Basketball Association 2005-2006 fu la 5ª stagione della nuova ABA. La stagione finì con la vittoria dei Rochester Razorsharks, che sconfissero i Southern California Legends per 117 a 114 nella finale unica disputata.
Entrarono a far parte della Lega altre ventiquattro franchigie: i Baltimora Pearls, i Beijing Aoshen Olympian (squadra di Singapore), i Bellingham Slam, i Birmingham Magicians, i Buffalo Rapids, gli Charlotte Krunk, i Cleveland Rockers, i Florida Pit Bulls, i Gallup Talons, gli Hawaii Mega Force, gli Indiana Alley Cats, gli Inglewood Cobras, i Montreal Matrix, i New Mexico Style, i Newark Express, gli Ohio Aviators, i Pittsburgh Xplosion, i Rochester Razorsharks, i San Francisco Pilots, i San Jose SkyRockets, i Southern California Legends, gli Strong Island Sound, i Tacoma Navigators, i Toledo Ice.

## Squadre partecipanti
- Atlanta Vision
- Baltimore Pearls
- Beijing Olympians
- Bell. Blackhawks
- Bellingham Slam
- Birm. Magicians
- Boston Frenzy
- Buffalo Rapids
- Charlotte Krunk
- Clev. Rockers
- Detroit Wheels
- Florida Pit Bulls
- Fresno Heatwave
- Gallup Talons
- Harlem Strong Dogs
- Hawaii M. Force
- Indiana Alley Cats
- Inglewood Cobras

- L.A. Aftershock
- Maryl. Nighthawks
- Montreal Matrix
- N.M. Style
- Newark Express
- Ohio Aviators
- O.C. Buzz
- Pittsburgh Xplosion
- Rochester Razor.
- S.F. Pilots
- San Jose SkyRockets
- SoCal Legends
- S.I. Sound
- Tacoma Navigators
- Tijuana Dragons
- Toledo Ice

## Classificaregular season

### Red Conference
| Squadra              | V  | P  | PCT              |
| -------------------- | -- | -- | ---------------- |
| San Jose SkyRockets  | 29 | 5  | 85,3             |
| Bellingham Slam      | 18 | 14 | 56,3             |
| Tacoma Navigators    | 10 | 6  | 62,5             |
| San Francisco Pilots | 7  | 5  | 58,3             |
| Fresno Heatwave      | 2  | 20 | 0,91             |
| Bellevue Blackhawks  | 1  | 10 | 0,91             |
| Hawaii Mega Force    |    |    | non classificati |

| Squadra                     | V  | P  | PCT              |
| --------------------------- | -- | -- | ---------------- |
| Southern California Legends | 19 | 5  | 79,2             |
| Beijing Aoshen Olympian     | 19 | 13 | 59,4             |
| Gallup Talons               | 16 | 4  | 80,0             |
| Los Angeles Aftershock      | 11 | 15 | 42,3             |
| Tijuana Dragons             | 9  | 20 | 31,0             |
| Orange County Buzz          | 9  | 22 | 29,0             |
| New Mexico Style            | 1  | 10 | 0,91             |
| Inglewood Cobras            |    |    | non classificati |

### White Conference
| Squadra             | V  | P  | PCT  |
| ------------------- | -- | -- | ---- |
| Indiana Alley Cats  | 27 | 4  | 87,1 |
| Pittsburgh Xplosion | 18 | 11 | 62,1 |
| Toledo Ice          | 16 | 13 | 55,2 |
| Detroit Wheels      | 6  | 17 | 26,1 |
| Cleveland Rockers   | 5  | 6  | 45,5 |
| Ohio Aviators       | 3  | 13 | 15,0 |

### Blue Conference
| Squadra               | V  | P  | PCT  |
| --------------------- | -- | -- | ---- |
| Maryland Nighthawks   | 25 | 11 | 69,4 |
| Rochester Razorsharks | 24 | 4  | 85,7 |
| Buffalo Rapids        | 11 | 16 | 40,7 |
| Baltimore Pearls      | 2  | 23 | 0,80 |

| Squadra              | V  | P  | PCT              |
| -------------------- | -- | -- | ---------------- |
| Florida Pit Bulls    | 19 | 9  | 67,9             |
| Atlanta Vision       | 15 | 7  | 68,2             |
| Birmingham Magicians | 6  | 13 | 31,6             |
| Charlotte Krunk      |    |    | non classificati |

| Squadra             | V  | P  | PCT  |
| ------------------- | -- | -- | ---- |
| Harlem Strong Dogs  | 19 | 13 | 59,4 |
| Strong Island Sound | 16 | 14 | 53,3 |
| Newark Express      | 14 | 16 | 46,7 |
| Montreal Matrix     | 14 | 16 | 46,7 |
| Boston Frenzy       | 2  | 20 | 0,91 |

## Play-off
|  | Quarti di finale | Quarti di finale | Quarti di finale |               |            | Semifinali | Semifinali | Semifinali |  |    | Finale        | Finale | Finale |  |   | Finale ABA | Finale ABA | Finale ABA |
|  |                  |                  |                  |               |            |            |            |            |  |    |               |        |        |  |   |            |            |            |
|  | 1                | Rochester        | 126              |               |            |            |            |            |  |    |               |        |        |  |   |            |            |            |
|  | 9                | Newark           | 98               |               |            |            |            |            |  |    |               |        |        |  |   |            |            |            |
|  | 9                | Newark           | 98               |               | 1          | Rochester  | 104        |            |  |    |               |        |        |  |   |            |            |            |
|  |                  |                  |                  |               | 1          | Rochester  | 104        |            |  |    |               |        |        |  |   |            |            |            |
|  |                  |                  | 7                | Atlanta       | 85         |            |            |            |  |    |               |        |        |  |   |            |            |            |
|  | 7                | Atlanta          | 7                | Atlanta       | 85         | 99         |            |            |  |    |               |        |        |  |   |            |            |            |
|  | 7                | Atlanta          |                  |               |            | 99         |            |            |  |    |               |        |        |  |   |            |            |            |
|  | 15               | Buffalo          | 97               |               |            |            |            |            |  |    |               |        |        |  |   |            |            |            |
|  | 15               | Buffalo          | 97               |               |            |            |            |            |  | 1  | Rochester     | 106    |        |  |   |            |            |            |
|  |                  |                  |                  |               |            |            |            |            |  | 1  | Rochester     | 106    |        |  |   |            |            |            |
|  |                  | 3                | San Jose         | 103           |            |            |            |            |  |    |               |        |        |  |   |            |            |            |
|  | 6                | 3                | San Jose         | 103           | Pittsburgh | 115        |            |            |  |    |               |        |        |  |   |            |            |            |
|  | 6                |                  |                  |               | Pittsburgh | 115        |            |            |  |    |               |        |        |  |   |            |            |            |
|  | 10               | Bellingham       | 122              |               |            |            |            |            |  |    |               |        |        |  |   |            |            |            |
|  | 10               | Bellingham       | 122              |               | 10         | Bellingham | 119        |            |  |    |               |        |        |  |   |            |            |            |
|  |                  |                  |                  |               | 10         | Bellingham | 119        |            |  |    |               |        |        |  |   |            |            |            |
|  |                  |                  | 3                | San Jose      | 138        |            |            |            |  |    |               |        |        |  |   |            |            |            |
|  | 3                | San Jose         | 3                | San Jose      | 138        | 132        |            |            |  |    |               |        |        |  |   |            |            |            |
|  | 3                | San Jose         |                  |               |            | 132        |            |            |  |    |               |        |        |  |   |            |            |            |
|  | 18               | Los Angeles      | 90               |               |            |            |            |            |  |    |               |        |        |  |   |            |            |            |
|  | 18               | Los Angeles      | 90               |               |            |            |            |            |  |    |               |        |        |  | 1 | Rochester  | 117        |            |
|  |                  |                  |                  |               |            |            |            |            |  |    |               |        |        |  | 1 | Rochester  | 117        |            |
|  |                  | 4                | SoCal            | 114           |            |            |            |            |  |    |               |        |        |  |   |            |            |            |
|  | 2                | 4                | SoCal            | 114           | Indiana    | 117        |            |            |  |    |               |        |        |  |   |            |            |            |
|  | 2                |                  |                  |               | Indiana    | 117        |            |            |  |    |               |        |        |  |   |            |            |            |
|  | 11               | Toledo           | 103              |               |            |            |            |            |  |    |               |        |        |  |   |            |            |            |
|  | 11               | Toledo           | 103              |               | 2          | Indiana    | 126        |            |  |    |               |        |        |  |   |            |            |            |
|  |                  |                  |                  |               | 2          | Indiana    | 126        |            |  |    |               |        |        |  |   |            |            |            |
|  |                  |                  | 13               | Strong Island | 128        |            |            |            |  |    |               |        |        |  |   |            |            |            |
|  | 8                | Harlem           | 13               | Strong Island | 128        | 107        |            |            |  |    |               |        |        |  |   |            |            |            |
|  | 8                | Harlem           |                  |               |            | 107        |            |            |  |    |               |        |        |  |   |            |            |            |
|  | 13               | Strong Island    | 112              |               |            |            |            |            |  |    |               |        |        |  |   |            |            |            |
|  | 13               | Strong Island    | 112              |               |            |            |            |            |  | 13 | Strong Island | 110    |        |  |   |            |            |            |
|  |                  |                  |                  |               |            |            |            |            |  | 13 | Strong Island | 110    |        |  |   |            |            |            |
|  |                  | 4                | SoCal            | 123           |            |            |            |            |  |    |               |        |        |  |   |            |            |            |
|  | 5                | 4                | SoCal            | 123           | Maryland   | 145        |            |            |  |    |               |        |        |  |   |            |            |            |
|  | 5                |                  |                  |               | Maryland   | 145        |            |            |  |    |               |        |        |  |   |            |            |            |
|  | 12               | Montreal         | 114              |               |            |            |            |            |  |    |               |        |        |  |   |            |            |            |
|  | 12               | Montreal         | 114              |               | 5          | Maryland   | 121        |            |  |    |               |        |        |  |   |            |            |            |
|  |                  |                  |                  |               | 5          | Maryland   | 121        |            |  |    |               |        |        |  |   |            |            |            |
|  |                  |                  | 4                | SoCal         | 123        |            |            |            |  |    |               |        |        |  |   |            |            |            |
|  | 4                | SoCal            | 4                | SoCal         | 123        | 97         |            |            |  |    |               |        |        |  |   |            |            |            |
|  | 4                | SoCal            |                  |               |            | 97         |            |            |  |    |               |        |        |  |   |            |            |            |
|  | 14               | Beijing          | 95               |               |            |            |            |            |  |    |               |        |        |  |   |            |            |            |

| Campione ABA 2006               |
| ------------------------------- |
| Rochester Razorsharks 1º titolo |

## Premi ABA
- ABA Player of the Year: Chris Carrawell[2], Rochester Razorsharks
- ABA Coach of the Year: Rod Baker, Rochester Razorsharks
- ABA Playoffs Most Valuable Player: Chris Carrawell, Rochester Razorsharks
- ABA Executive of the Year: Orest Hrywnak, Rochester Razorsharks
- All-ABA First Team[3]:
  - Chris Carrawell, Rochester Razorsharks
  - Caleb Gervin, Bellingham Slam
  - Lamar Castile, San Jose Skyrockets
  - Jerry Dupree, Southern California Legends
  - Chandler Thompson, Indiana Alley Cats
- All-ABA Second Team:
  - Armen Gilliam, Pittsburgh Xplosion
  - Ray Cunningham, Maryland Nighthawks
  - Jamel Staten, Toledo Ice
  - Tim Winn, Buffalo Rapids
  - Sun Yue, Beijing Olympians
- All-ABA Honorable Mention Team:
  - Alexus Foyle, Boston Frenzy
  - Coleco Buie, Pittsburgh Xplosion
  - Lamar Gayle, Orange County Buzz
  - Lawrence Moten, Maryland Nighthawks
  - Manix Auriental, Montreal Matrix
  - James Reaves, Rochester Razorsharks
  - Randy Gill, Maryland Nighthawks
  - Fred Vinson, Beijing Olympians
  - Jason Smith, San Jose Skyrockets
  - Tim Ellis, Tacoma Navigators
  - Cedric McGinnis, Atlanta Vision
  - Chris Sandy, Strong Island Sound
- ABA All-Playoffs First Team[4]:
  - Chris Carrawell, Rochester Razorsharks
  - Jerry Dupree, Southern California Legends
  - Caleb Gervin, Bellingham Slam
  - Jerome Holman, Strong Island Sound
  - Lamar Castile, San Jose Skyrockets
- ABA All-Playoffs Second Team:
  - Demond Stewart, Rochester Razorsharks
  - Ray Cunningham, Maryland Nighthawks
  - Stan Fletcher, Southern California Legends
  - Roberto Gittens, Strong Island Sound
  - Carl Edwards, Indiana Alley Cats
- ABA All-Playoffs Honorable Mention:
  - Tarron Williams, Southern California Legends
  - Cedric McGinnis, Atlanta Vision
  - Chandler Thompson, Indiana Alley Cats
  - Gary Williams, Strong Island Sound
  - Chris Sandy, Strong Island Sound
  - Jamar Howard, San Jose Skyrockets